# Bertel Jung
Axel Bertel Jung (ur. 11 lipca 1872 w Jakobstad, zm. 12 maja 1946 w Helsinkach) – fiński architekt niemieckiego pochodzenia, rysownik, publicysta i redaktor naczelny pisma Arkkitehti, przedstawicieli fińskiego modernizmu industrialnego, brat Valtera Junga (1879-1946).

## Życiorys
W 1891 został przyjęty na studia do Politechniki Helsińskiej (Instytut Architektury Tekniska högskolan, Helsingfors). Jeszcze jako student nawiązał współpracę z Larsem Sonckem i wraz z bratem brał udział w wielu projektach na terenie miast Turku i Helsinek. Po ukończeniu studiów w 1895 wyjechał na dalsze studia do Berlina. Po przyjeździe z Niemiec od 1898 do 1913 pracował w zespole m.in.: z Karlem Hård af Segerstadem (1873–1931), następnie z Oscarem Bomansonem i Waldemarem Andersinem. Zespół ten tworzył projekty budynków na terenie całej Finlandii.
Jung był redaktorem naczelnym pisma specjalistycznego Arkkitehti w latach 1903–1904. W 1908 jako pierwszy architekt Helsinek został powołany do wydziału miejskiej przestrzeni, departamentu stworzonego przez rajców celem ochrony i pielęgnacji kultury urbanistycznej. W tym czasie Jung planował nowe dzielnice miasta uwzględniając demograficzny wyż i uliczny ruch. W 1918 wraz z Elielem Saarinenem (1873–1950) zaprezentował rewolucyjny plan miasta Pro Helsingfors, który nadał obecny, nowoczesny kształt przemysłowych dzielnic Helsinek (zaplanowano stworzenie wokół miasta pierścienia przemysłowego dystryktu, rozwiązano problem komunikacji i zharmonizowania przestrzeni starego miasta z nową strukturą).
W latach 1901–1902 Bertel Jung wykładał na Politechnice Helsińskiej rysunek. Był konsultantem i urbanistą miast Oulu, Turku, (modernizował tam port), zaprojektował również w 1911 Helsingin keskuspuisto. 

Od 1915 Jung wraz z bratem stworzył własne biuro projektowe.

## Dzieła architektoniczne

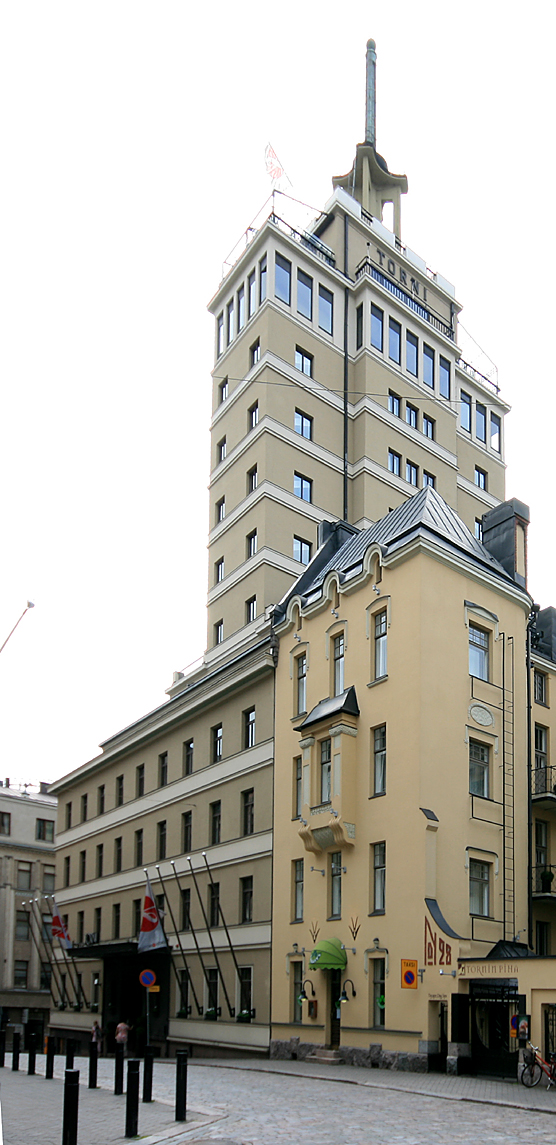
Hotel Torni, Helsinki według projektu braci Jung.

### Projekty Bertela Junga i Karla Hård af Segerstadta
- Helios, Rauhankatu 13, Helsinki – 1898
- Kihlmanin talo Korkeavuorenkatu 19, Helsinki – 1898

### Projekty Bertela Junga i W. Andersina, O. Bomansona
- Huhtimäenkatu 3, Tampere – 1898
- Johanneksentie 4, Helsinki – 1906
- Koitto, Vyökatu 8, Helsinki – 1904
- Satamakatu 4, Helsinki – 1913
- Punavuorenkatu 1, Helsinki – 1907
- Johanneksentie 6, Helsinki – 1908
- Iso Roobertinkatu 1, Helsinki – 1907

### Projekty braci Jung
- 1923 Lääninsairaalan talousrakennus, Sairaalasaari, Oulu
- 1928 Rettigin palatsi, Turku
- 1929 Yksityisairaala Saaristonkatu 23, Oulu
- 1931 Hotelli Torni, Helsinki
- 1934 G.A. Serlachius Oy:n pääkonttori, Mänttä
- 1937 Ahlströmin talo, Eteläesplanadi, Helsinki
- 1939 Entinen Nokian pääkonttori Mikonkatu 15, Helsinki
- 1940 Suomen Kumitehdas Oy liiketalo, Helsinki